# Harvey (Illinois)
Harvey és una població dels Estats Units a l'estat d'Illinois. Segons el cens del 2000 tenia 30.000 habitants.

## Demografia
Segons el cens del 2000, Harvey tenia 30.000 habitants, 8.990 habitatges, i 6.760 famílies. La densitat de població era de 1.868,2 habitants/km².
Dels 8.990 habitatges en un 39,1% hi vivien nens de menys de 18 anys, en un 36,4% hi vivien parelles casades, en un 31,8% dones solteres, i en un 24,8% no eren unitats familiars. En el 20,7% dels habitatges hi vivien persones soles el 7,1% de les quals corresponia a persones de 65 anys o més que vivien soles. El nombre mitjà de persones vivint en cada habitatge era de 3,3 i el nombre mitjà de persones que vivien en cada família era de 3,8.
Per edats la població es repartia de la següent manera: un 35,1% tenia menys de 18 anys, un 10,8% entre 18 i 24, un 26,7% entre 25 i 44, un 18,8% de 45 a 60 i un 8,6% 65 anys o més.
L'edat mediana era de 28 anys. Per cada 100 dones de 18 o més anys hi havia 86 homes.
La renda mediana per habitatge era de 31.958 $ i la renda mediana per família de 35.378 $. Els homes tenien una renda mediana de 30.610 $ mentre que les dones 25.248 $. La renda per capita de la població era de 12.336 $. Aproximadament el 20,3% de les famílies i el 21,7% de la població estaven per davall del llindar de pobresa.

## Poblacions properes
El següent diagrama mostra les poblacions més properes.